# Jarosław Daszkewycz
 Jarosław Daszkewycz  (ur. 13 grudnia 1926 we Lwowie, zm. 25 lutego 2010 tamże) – ukraiński historyk, mediewista.

## Życiorys
Syn Romana Daszkewycza, generała armii Ukraińskiej Republiki Ludowej i Ołeny Stepaniw. W 1944 ukończył gimnazjum akademickie we Lwowie. W 1949 roku ukończył studia na wydziale ﬁlologicznym Uniwersytetu Lwowskiego. 10 grudnia 1949 roku został aresztowany jako: syn znanej ukraińskiej nacjonalistki, byłej sotnik strzelców galicyjskich Ołeny Stepaniw oraz za posiadanie i kolportaż kontrrewolucyjnej literatury. W więzieniach i obozach koncentracyjnych Gułagu przebywał do 1956 roku.
W 1957 roku pracował jako bibliograf na Wydziale Historii Ukrainy w Instytucie Nauk Społecznych Akademii Nauk ZSRR. W 1963 uzyskał stopień naukowy kandydata nauk na uniwersytecie w Erywaniu  na podstawie pracy Вірменські колонії на Україні в джерелах та літературі XV-XIX ст. (Kolonie ormiańskie na Ukrainie w świetle źródeł i literatury od XV do XIX wieku). Od 1980 do 1990 roku był bez pracy. Publikował artykuły z zakresu źródłoznawstwa w czasopismach naukowych wydawanych w Moskwie, Warszawie, Erywaniu, na Harvardzie i w Paryżu. W 1988 roku jego wystąpienie w czasie dyskusji o Mychajle Hruszewskim w kijowskim klubie Spadszczyna wywołało burzę oklasków. Dopiero w 1990 roku został przywrócony do pracy w Instytucie Nauk Społecznych (obecnie Instytut Ukrainoznawstwa). W 1994 roku uzyskał stopień naukowy doktora nauk historycznych (odpowiednik habilitacji) na podstawie pracy Стан і напрями джерелознавчих та історичних досліджень історії України (друга половина XIX-XX ст.). W roku 1995 został rehabilitowany jako oﬁara represji politycznych. Autor ponad tysiąca prac naukowych. Od 1995 wykładowca Uniwersytetu Lwowskiego, od 1998 kierownik katedry wschodoznawstwa Wydziału Filologicznego Uniwersytetu.
Został pochowany na Cmentarzu Łyczakowskim we Lwowie.

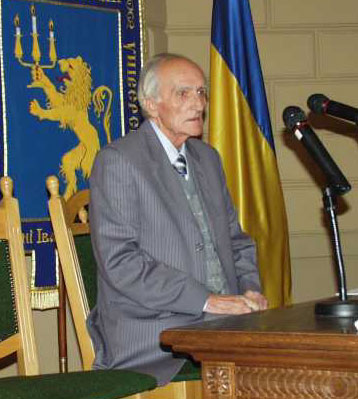
Jarosław Daszkewycz na uroczystości 80. rocznicy urodzin

## Wybrane publikacje
- Armânskie kolonii na Ukraine v istočnikah i literature XV-XIX vekov: <istoričeskij očerk>, Erevan 1962.
- Ukraïnsko-armânskie svâzi XVII veke: sbornik dokumentov, sostav., avtor predisl. i kommentarii Âroslav Romanovič Daškevič, Kïev: "Naukova Dumka" 1969.
- Kamennye baby pričernomorskich stepej = Baby kamienne stepów nadczarnomorskich = kolekcja z Askanii Nowej : kollekcija iz Askanii-Nova, Wrocław: Zakład Narodowy im. Ossolińskich 1982.
- Armenia and Ukraine/Вірменія і Україна. - Lviv - New York: Edition M.P.Kots`, 2001. - 760 p. (w językach Ukraińskim, Angielskim, Francuskim)
- Postatì: narisi pro dìâčìv ìstorìī, polìtiki, kul'turi, L'vìv: L'vìvs'ke vìddìlennaâ ÌUAD ìm. M. S. Gruševs'kogo NANU - LNU ìm. Ì. Franka 2006.
- Як Московія привласнила історію Київської Русі